# Night Of The Living Dead
«Night Of The Living Dead» es el sexto sencillo de la banda estadounidense The Misfits, publicado el 31 de octubre de 1979 bajo la discográfica independiente de Glenn Danzig Plan 9 Records. Dos mil copias fueron puestas a la venta en formato de vinilo de 7".
La canción toma su nombre de la película de 1969 The Night Of The Living Dead y la letra de la canción habla de zombis.

## Lista de canciones
Todas las canciones escritas y compuestas por Glenn Danzig excepto Rat Fink.
Lado A:
1. Night Of The Living Dead (2:02).
Lado B:
2. Where Eagles Dare (1:51).

3. Rat Fink (cover de Allan Sherman) (1:50).

## Personal
- Glenn Danzig: voz.
- Jerry Only: bajo eléctrico.
- Bobby Steele: guitarra eléctrica.
- Joey Image: batería.

- Datos: Q6042880